# Polerady, Praha-východ
Polerady là một làng thuộc huyện Praha-východ, vùng Středočeský, Cộng hòa Séc.